# Xã Burt, Quận Cheboygan, Michigan
Xã Burt (tiếng Anh: Burt Township) là một xã thuộc quận Cheboygan, tiểu bang Michigan, Hoa Kỳ. Năm 2010, dân số của xã này là 680 người.